# Václav Hroznata z Gutštejna
Václav Hroznata hrabě z Gutštejna (Wenzel Hroznata Graf von Guttenstein) (1663 – 3. března 1716, Praha) byl český šlechtic a rakouský generál. Od mládí sloužil v armádě a vynikl účastí v dynastických válkách přelomu 17. a 18. století. V letech 1706–1716 byl zemským velitelem v Čechách, v této funkci byl v armádě povýšen do hodnosti polního zbrojmistra.

## Životopis
Pocházel ze starého českého šlechtického rodu pánů z Gutštejna, byl nejmladším synem c. k. komořího a plzeňského krajského hejtmana Jindřicha Bedřicha z Gutštejna, matka Markéta patřila k rodu Lamingerů z Albenreuthu a byla starší sestrou slavného Lomikara. Václav Hroznata sloužil v armádě, vyšších hodností dosáhl během války o španělské dědictví, kdy byl povýšen na generálního polního vachtmistra (1700) a polního podmaršála (1706). Od roku 1706 až do smrti byl zemským velitelem v Čechách se sídlem v Praze, v roce 1708 dosáhl hodnosti polního zbrojmistra. Byl též členem dvorské válečné rady, skutečným tajným radou, komořím a jako pražský velitel také členem sboru místodržících Českého království.
Byl dvakrát ženatý, jeho první manželkou byla Františka Eleonora z Talmberka, podruhé se oženil s Marií Annou Alžbětou z Oppersdorfu, dámou Řádu hvězdového kříže. Měl dva syny a dceru Annu Alžbětu, provdanou do rodu Verdugů. Starší syn Jan Jáchym Hroznata zemřel v roce 1747 jako poslední mužský potomek rodu.